# 9093 Sorada
9093 Sorada è un asteroide della fascia principale. Scoperto nel 1995, presenta un'orbita caratterizzata da un semiasse maggiore pari a 2,6358353 UA e da un'eccentricità di 0,1103743, inclinata di 14,43120° rispetto all'eclittica.